# Довгополівка (Вінницький район)
Довгопо́лівка (історична назва: Михайлівка) — село в Україні, у Вороновицькій селищній громаді Вінницького району Вінницької області. Населення становить 548 осіб.
Свою «новітню» назву «Довгополівка» село отримало у 1966 році. Жителі села досі називають його Михайлівкою. 

## Пам'ятки
- Ботанічний заказник місцевого значення Крутосхили

## Галерея

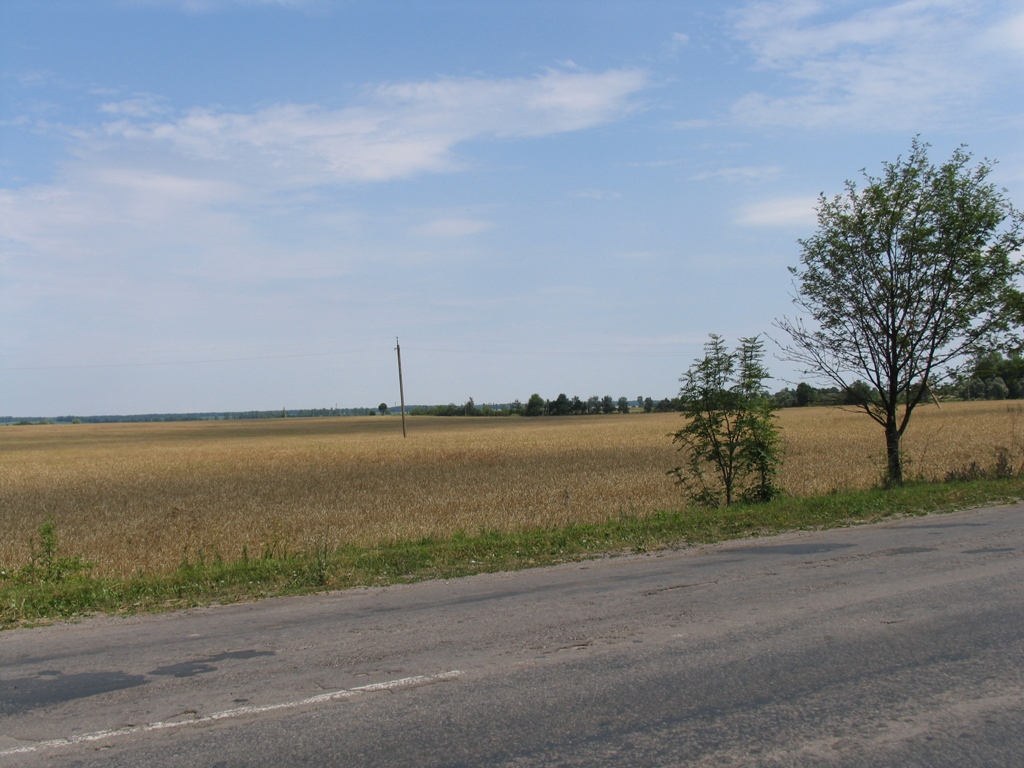
Дорога до Довгополівки
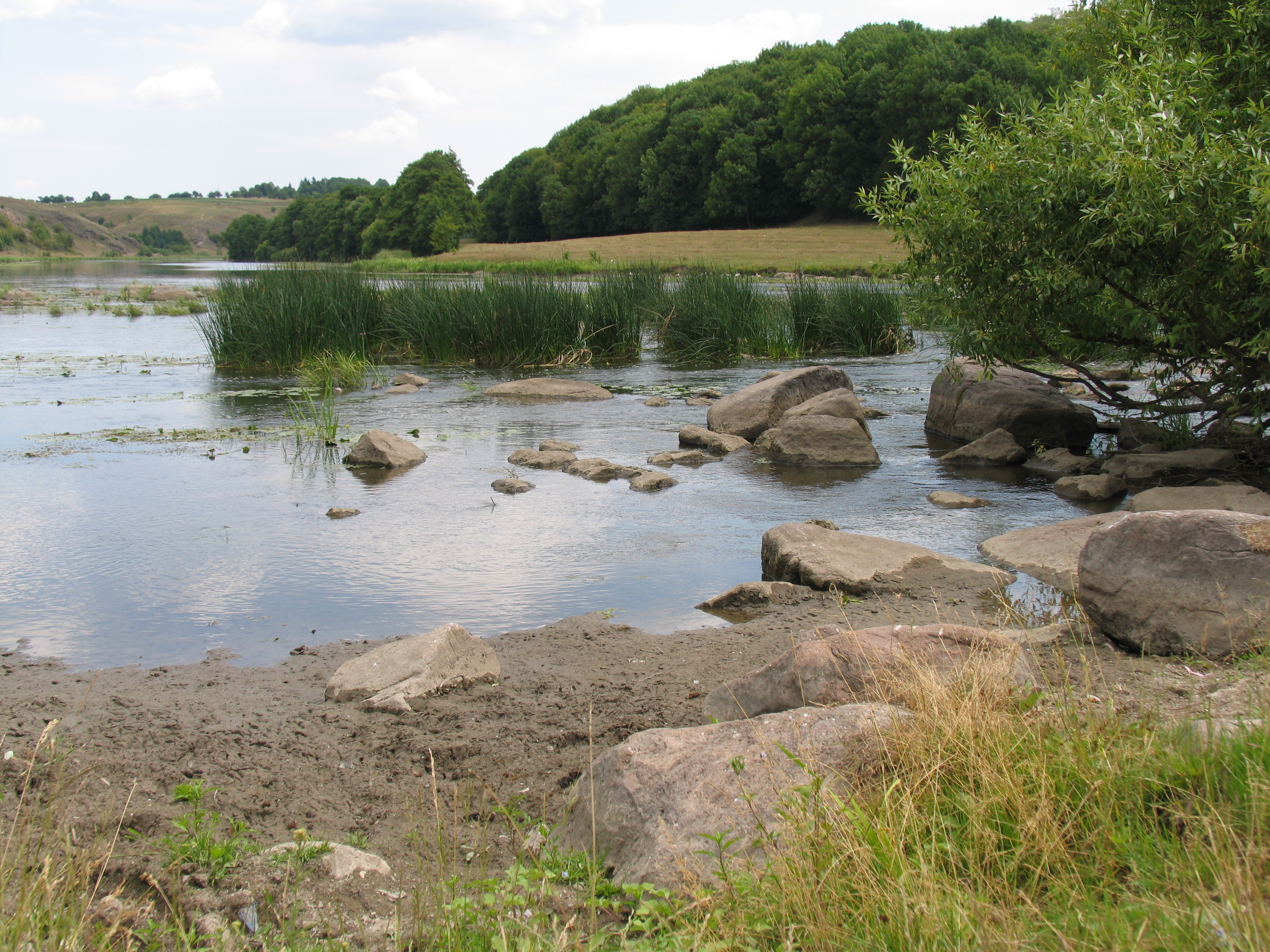
Турецький брід
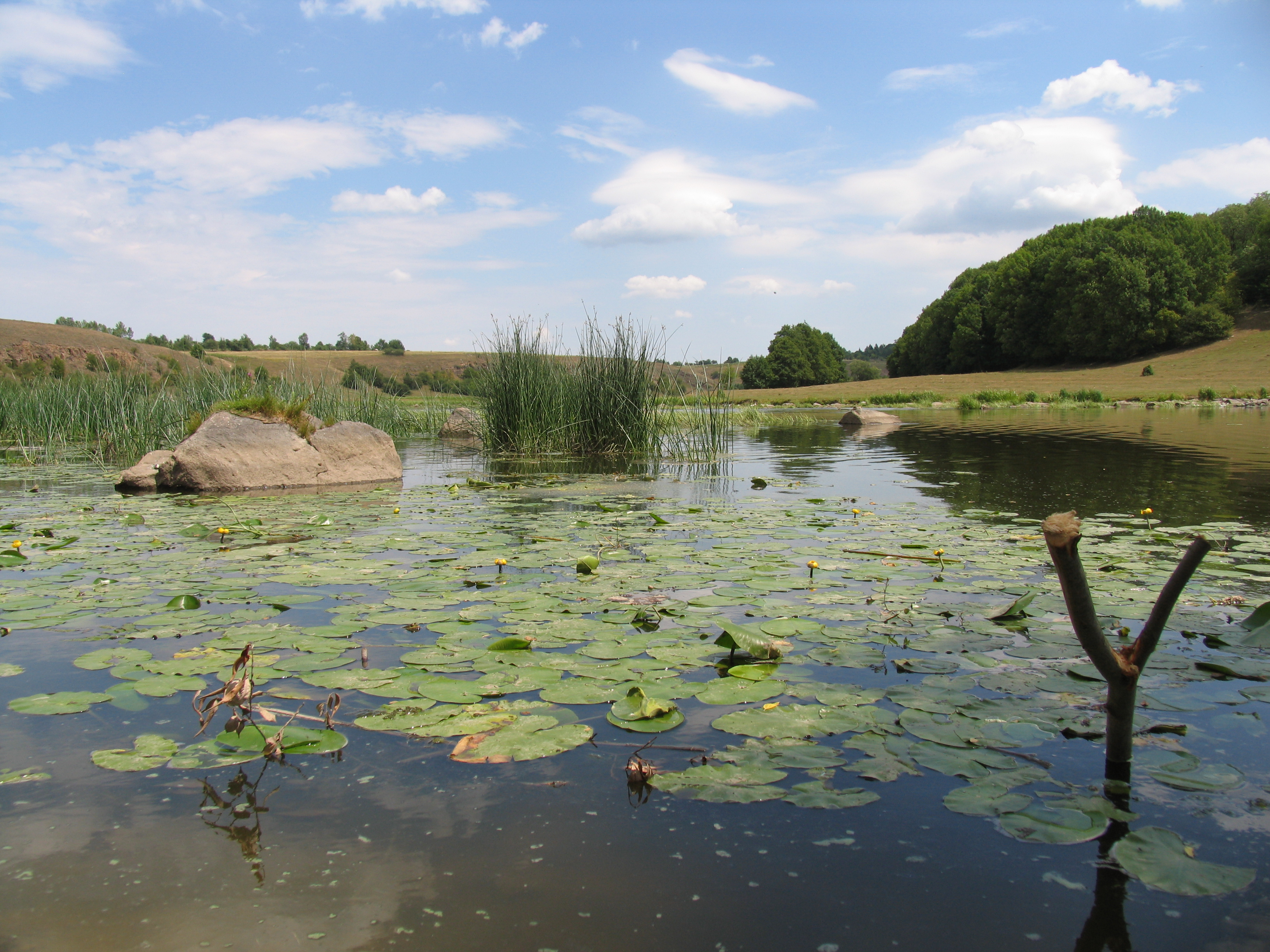
Напевно - рибне місце
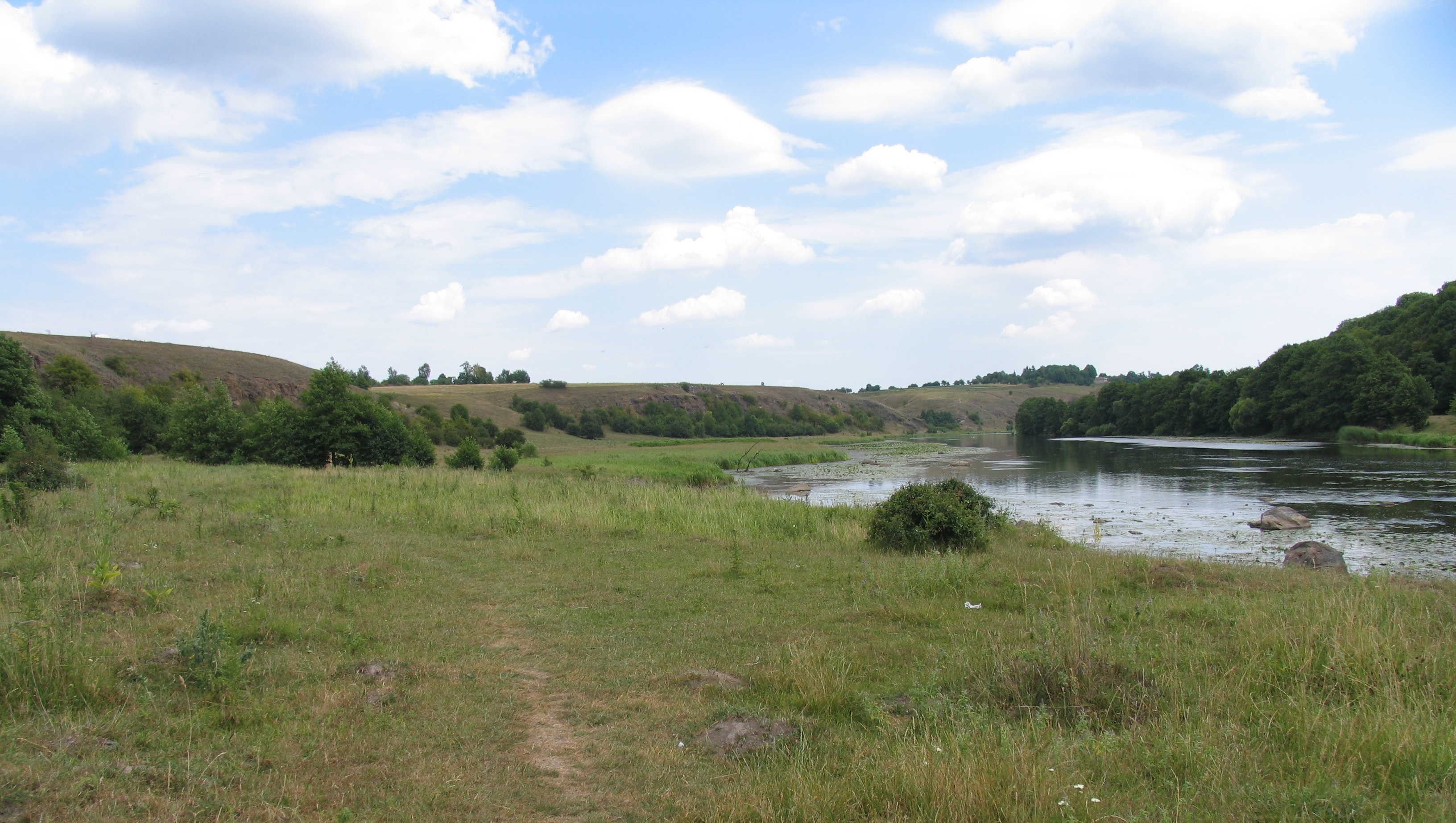
На пагорбах - Довгополівка
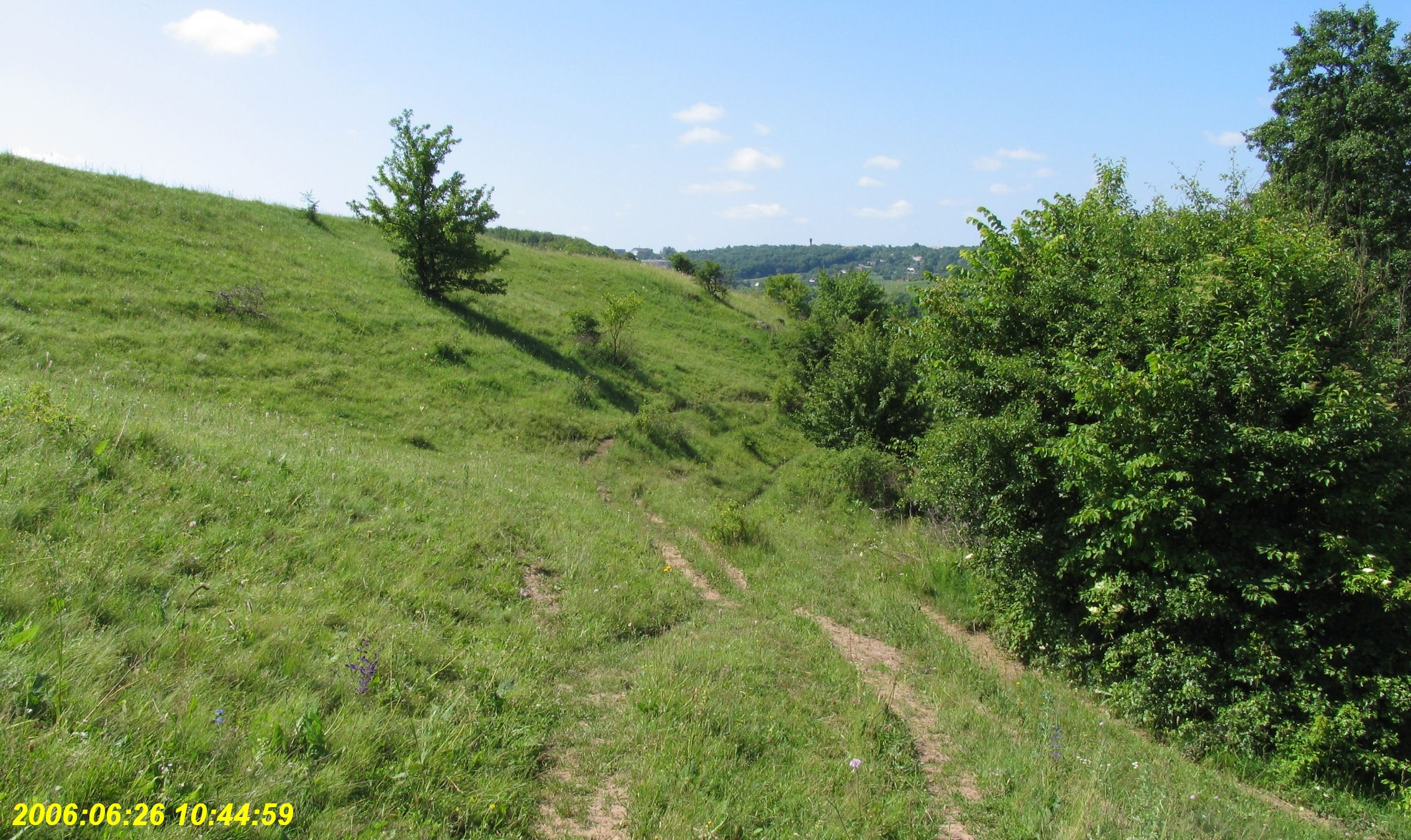
Стежка до Тиврова
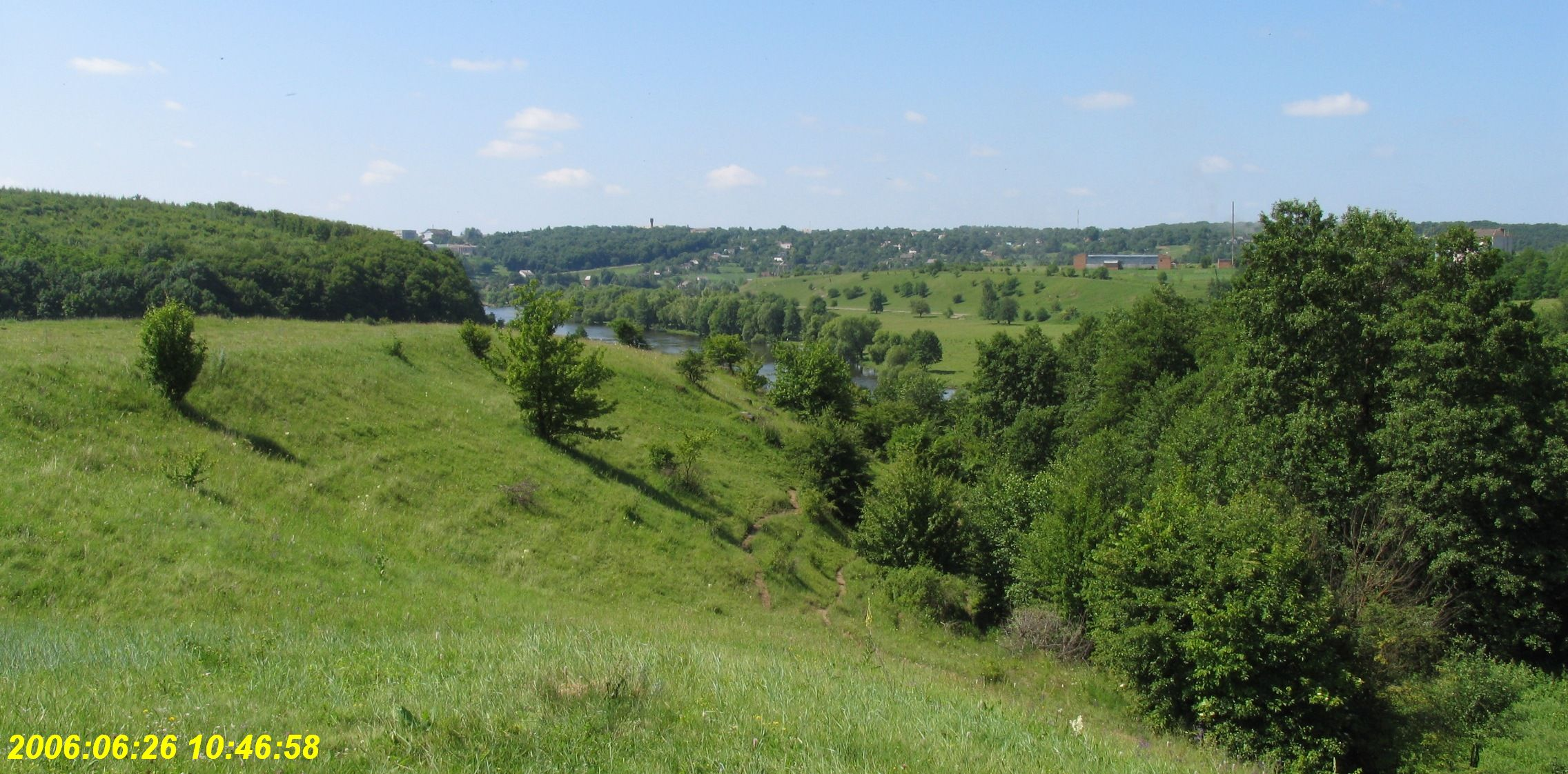
Яром до бугу
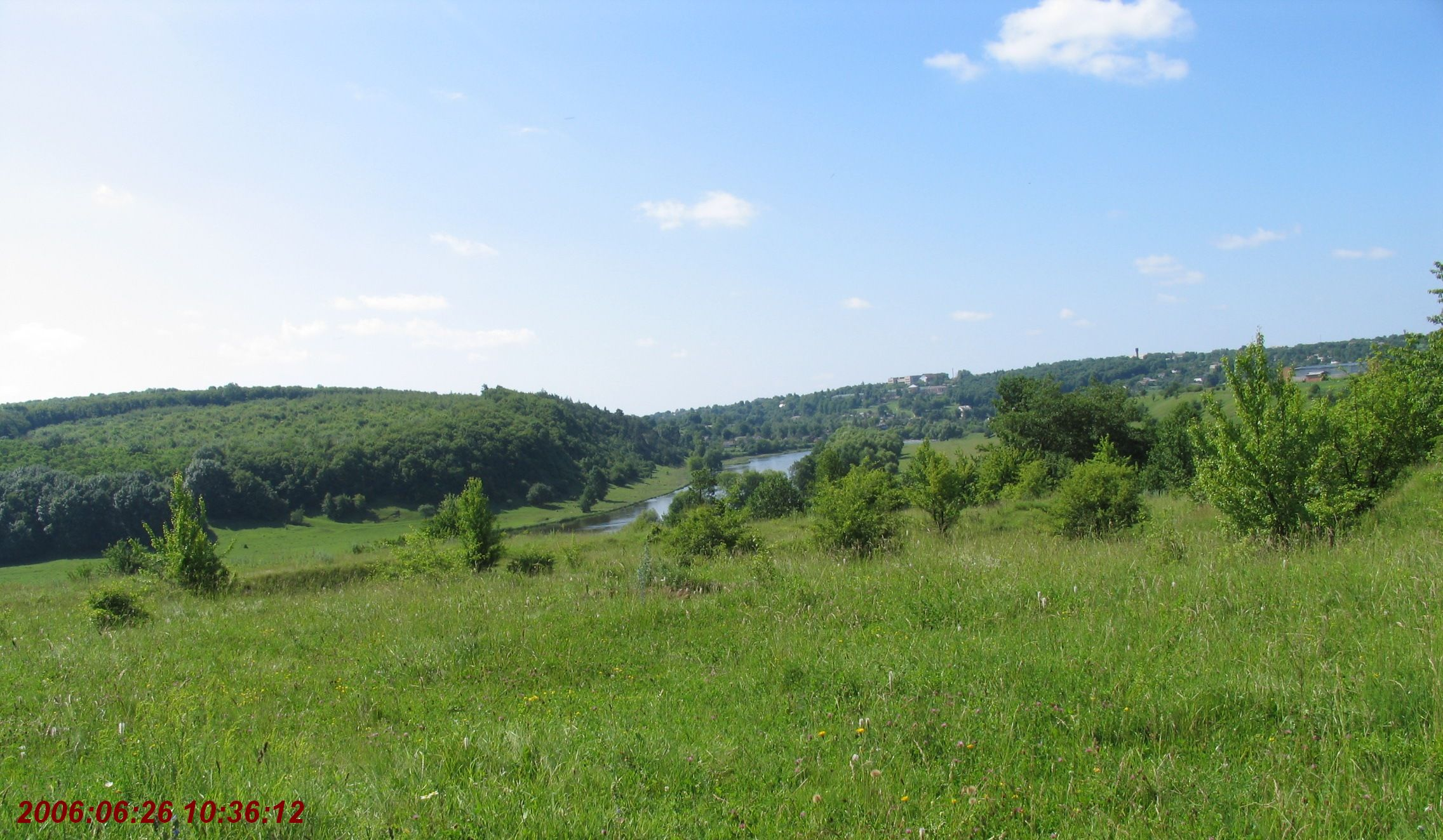
Краєвид на Тиврів
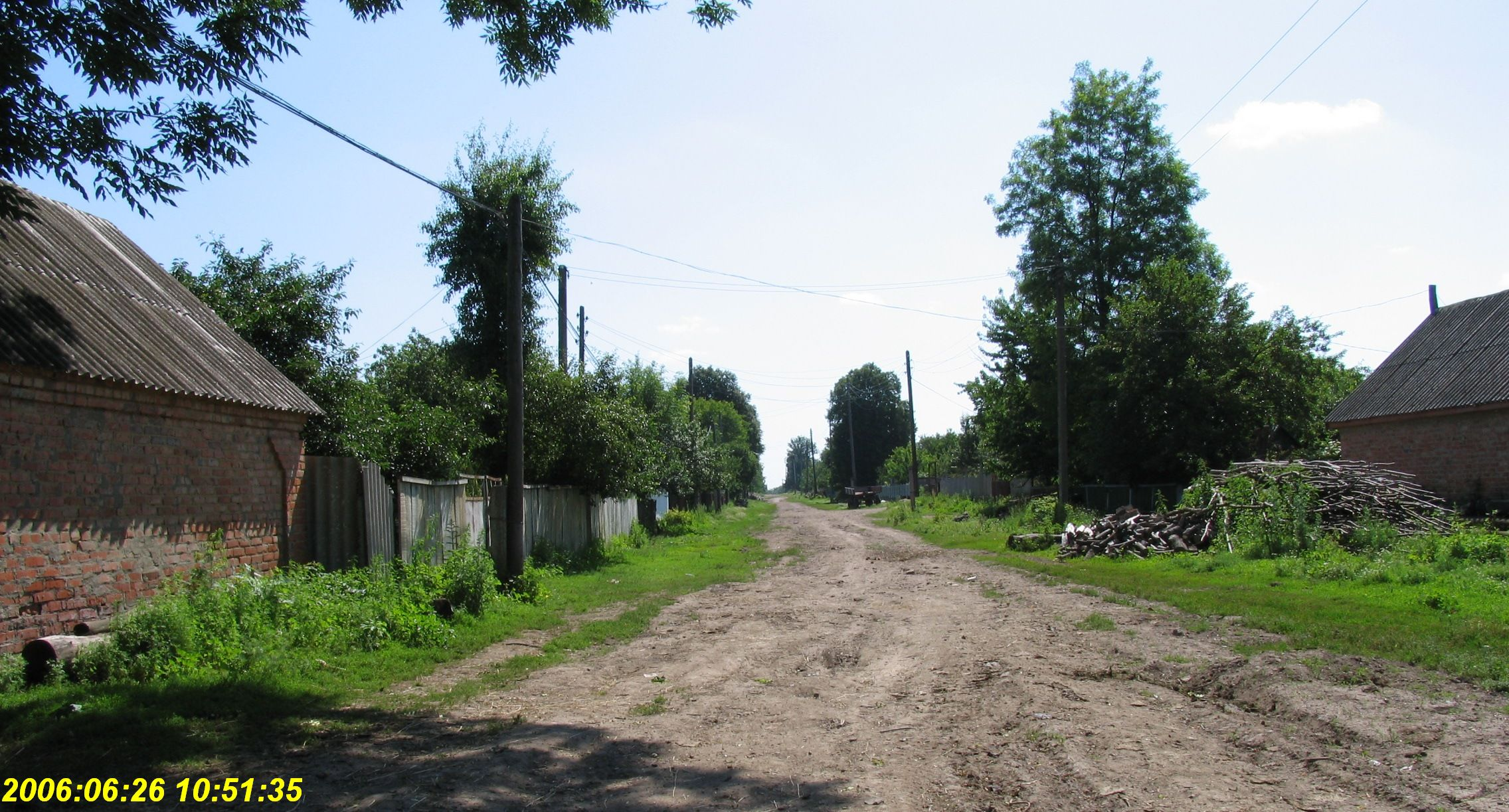
Вулиця "Козяча"
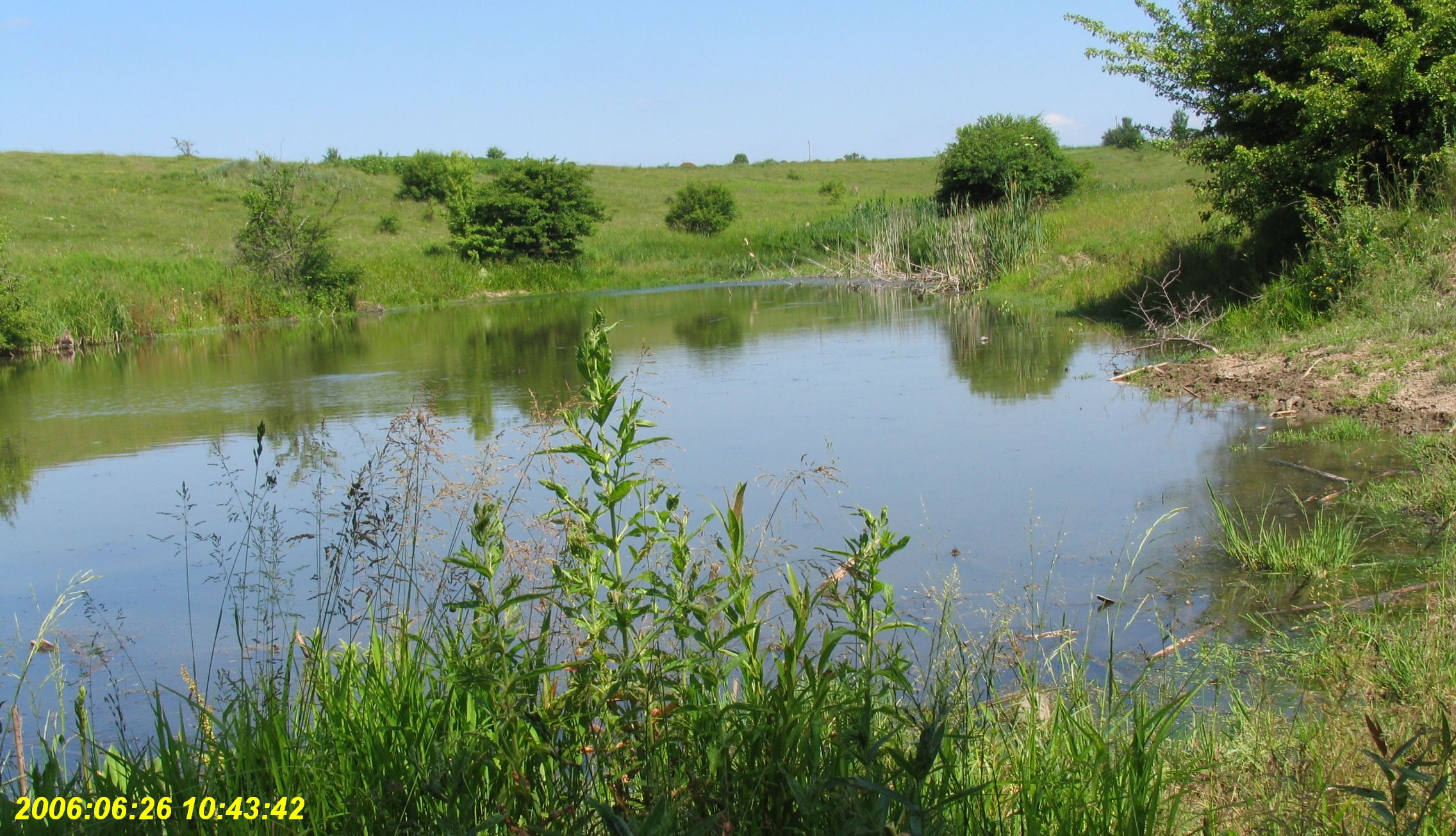
Ставочок у ярку
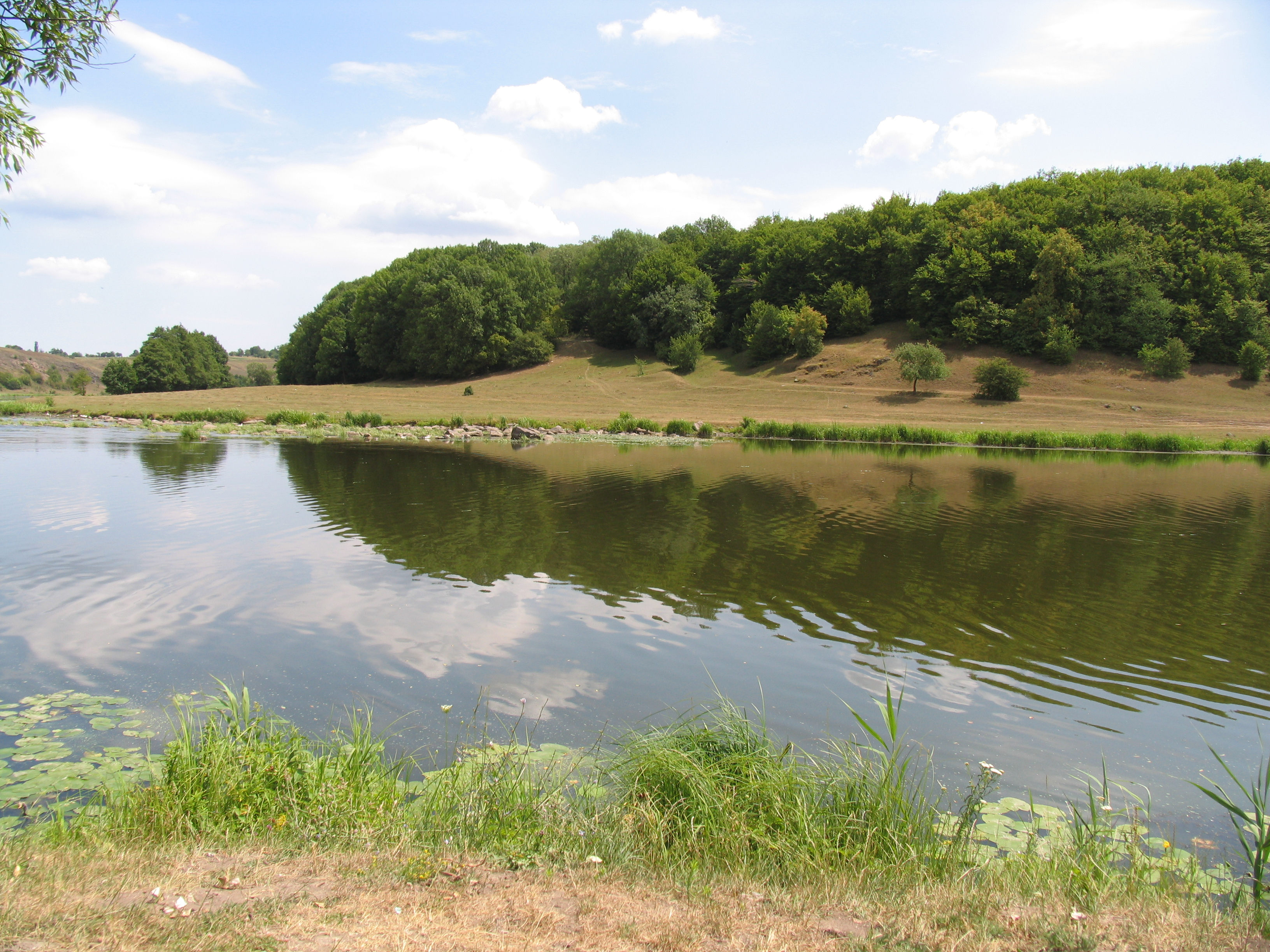
Ліс